# 에릭 홀컴
에릭 홀컴(영어: Eric Joseph Holcomb, 1968년 5월 2일, 인디애나주 인디애나폴리스 ~ )는 미국의 정치인이다.

## 학력
- 파이크 고등학교 졸업
- 하노버 대학교 예술학사

## 경력
- 1990 미 해군에 입대 정보장교 복무
- 1997 존 호스테틀러 연방하원의원 보좌관
- 2003 ~ 2011 미치 대니얼스 주지사 참모
- 2008 대니얼스 주지사 후보 선거캠프 위원장
- 2016.03 ~ 2017.01 제51대 인디애나 부지사
- 2017.01 ~ 2025.01 제51대 인디애나 주지사

## 역대 선거 결과
| 선거명      | 직책명                         | 대수  | 정당   | 득표율 | 득표수      | 결과 | 당락                 |
| ----------- | ------------------------------ | ----- | ------ | ------ | ----------- | ---- | -------------------- |
| 2000년 선거 | 하원의원 (인디애나 제64선거구) | 112대 | 공화당 | 45.48% | 9,923표     | 2위  | 낙선                 |
| 2016년 선거 | 인디애나 주지사                | 51대  | 공화당 | 51.38% | 1,397,396표 | 1위  | 인디애나 주지사 당선 |
| 2020년 선거 | 인디애나 주지사                | 51대  | 공화당 | 56.51% | 1,706,739표 | 1위  | 인디애나 주지사 당선 |

## 참고 자료
- 공식블로그
- 플리커
- 유튜브
- 에릭 홀컴 - X
- 에릭 홀컴 - 페이스북
- 에릭 홀컴 - 인스타그램

| 전임 수 엘스페르만 | 제51대 인디애나 부지사 2016년 3월 3일 ~ 2017년 1월 9일 | 후임 수잔 크라우치 |

| 전임 마이크 펜스 | 제51대 인디애나 주지사 2017년 1월 9일 ~ 2025년 1월 13일 | 후임 마이크 브런 |